# Мерафонг-Сити (местный муниципалитет)
Мерафонг-Сити (Merafong City) — местный муниципалитет в районе Уэст-Ранд провинции Гаутенг (ЮАР). Название «Мерафонг» в переводе с языка сесото означает «Место, где есть золото». Образован за счёт объединения территорий городов Карлтонвилл, Фошвилл и Ведела.
На территории Мерафонг-Сити расположены богатейшие золотые шахты мира. Местный муниципалитет был образован в начале XXI века, в 2005 был передан в состав Северо-Западной провинции, но из-за протестов населения в 2009 году возвращён в состав провинции Гаутенг.